# Isopogon inconspicuus
Isopogon inconspicuus är en tvåhjärtbladig växtart som först beskrevs av Meissn., och fick sitt nu gällande namn av D.B. Foreman. Isopogon inconspicuus ingår i släktet Isopogon och familjen Proteaceae. Inga underarter finns listade i Catalogue of Life.